# シートン動物記 りすのバナー
『シートン動物記 りすのバナー』（シートンどうぶつき りすのバナー）は、1979年4月7日から同年9月29日までテレビ朝日系列局で放送されていたテレビアニメである。日本アニメーションの製作。全26話。放送時間は毎週土曜 19:00 - 19:30 （日本標準時）。
1977年6月から12月にかけて放送された『シートン動物記 くまの子ジャッキー』に続く、『シートン動物記』アニメ化作品の第2作。原作は同作に収録された「リスのバナーテイル」（旗尾リス物語）。リアル志向だった『くまの子ジャッキー』と違い、本作は動物を漫画的に擬人化して描いている。また、母ネコに育てられた主人公のバナーが火事によりひとりきりとなり、森で生き抜く術を見出していく部分は原作と共通するが、仲間のリスとともに荒廃した森を追われ放浪の末に新しい森を見つける後半部分はアニメオリジナルの内容となっている。DVD化はされていない。

## あらすじ
カナダ国境に近いアメリカ北部のある農家に灰色リスのバナーが住んでいた。バナーは生後すぐに人間に捕まり、雌のネコに育てられたため、このネコのことを実の母親と思っている。ある夜、野焼きの火の不始末から農家が火事になる。必死に逃げるバナーだったが、母ネコと離れ離れになってしまい、気づくと森の奥深くにたどり着いていた。バナーは灰色リスの娘スーと出会い、リスとして新しい生活を始める。

## 登場キャラクター
バナー
声 - つかせのりこ
本作の主人公。農村でネコに育てられた灰色リスの男の子。母ネコと離れ離れとなると森に入り同じ灰色リスのスーや、ミミズク爺さんと親しくなる。その一方で、人間社会で生きてきたことが災いして、森の仲間になかなか受け入れられなかった。最終回でスーと結婚し、三人の子どもに恵まれる。
スー
声 - 横沢啓子
灰色リスの女の子。長老の孫娘。最初に森でバナーと出会う。気まぐれだが周囲に流されずバナーを庇う一面もある。
クレー
声 - 菅谷政子
バナーの友達りす。
ロリーおばさん
声 - 丸山裕子
クレーの母親りす。当初は、バナーを毛嫌いしていたが、のちに和解。
長老
声 - 池田一臣
ハイイロリスの長老。
ラドール
声 - 肝付兼太
バナーのライバル役。
ゴチャ
声 - 千葉繁
何でも反対する天邪鬼なリス。
ミミズク爺さん
声 - 永井一郎
バナーの相談役。「わしが考えるに～」が口癖。リスの天敵だったが、次第にバナーたちと親しくなる。
アカーチョ
声 - 青野武
森に住むアカリス。キザでナルシスト。
ノン
声 - 大塚周夫
森に住むいたずらねずみ。ネンと共に孤児であると言う境遇にあり、バナーに同情された。
ネン
声 - はせさん治
ノンと一緒にいるいたずらねずみ。
キツツキおばさん
声 - 平井道子
森に住むキツツキ。お調子者。
あらいぐま
声 - 水鳥鉄夫
森に住むあらいぐま。
スッポンおやじ
声 - 大前田伝
森の近くの川に住むスッポン。機転を利かせたバナーを気に入る。
母ネコ
声 - 谷育子
バナーを育てたネコ。24話で町でバナーと再会し、一緒に暮らそうと誘うが、リスの仲間たちがいたので断られる。
うさぎ
声 - 池田昌子
自分の子を探しているうさぎ。
ナレーター・母がも
声 - 麻生美代子
物語のナレーションを担当。

## 各話リスト
| 話 | 放送日        | サブタイトル           | 絵コンテ   | 作画監督 |
| -- | ------------- | ---------------------- | ---------- | -------- |
| 1  | 1979年 4月7日 | ねこの子はりす         | 奥田誠治   | 岡田敏靖 |
| 2  | 4月14日       | 森のなかま             | 奥田誠治   | 羽根章悦 |
| 3  | 4月21日       | バナーのマイホーム     | 奥田誠治   | 小川隆雄 |
| 4  | 4月28日       | おかしなどろぼう       | 奥田誠治   | 小川隆雄 |
| 5  | 5月5日        | しっぽのパラシュート   | 奥田誠治   | 小川隆雄 |
| 6  | 5月12日       | みんな ともだち        | 奥田誠治   | 小川隆雄 |
| 7  | 5月19日       | クレーの家出           | 佐々木勝利 | 岡田敏靖 |
| 8  | 5月26日       | クレー救出作戦         | 奥田誠治   | 羽根章悦 |
| 9  | 6月2日        | 引っこし祝い           | 奥田誠治   |          |
| 10 | 6月9日        | リスの学校             | 奥田誠治   | 小川隆雄 |
| 11 | 6月16日       | バラの茂みのうさぎ     | 奥田誠治   | 坂井俊一 |
| 12 | 6月23日       | こわい遠足             | 桜井美知代 | 小川隆雄 |
| 13 | 6月30日       | きのこのゆうわく       | 奥田誠治   | 岡田敏靖 |
| 14 | 7月7日        | 逃げるがかち           | 奥田誠治   | 小川隆雄 |
| 15 | 7月14日       | さすらいのヤマアラシ   | 奥田誠治   |          |
| 16 | 7月21日       | スーの星うらない       | 黒田昌郎   | 羽根章悦 |
| 17 | 7月28日       | あべこべゴチャ         | 黒川文男   | 小川隆雄 |
| 18 | 8月4日        | みのりの秋             | 奥田誠治   | 小川隆雄 |
| 19 | 8月11日       | ひろったオルゴール     | 奥田誠治   |          |
| 20 | 8月18日       | ミミズクの死           | 奥田誠治   | 小川隆雄 |
| 21 | 8月25日       | ヒッコリーの森よさらば | 奥田誠治   | 小川隆雄 |
| 22 | 9月1日        | 新しい森をめざして     | 奥田誠治   |          |
| 23 | 9月8日        | きけんな仲たがい       | 奥田誠治   | 坂井俊一 |
| 24 | 9月15日       | 町のぼうけん           | 鈴木孝義   | 小川隆雄 |
| 25 | 9月22日       | 冬の旅                 | 奥田誠治   | 小川隆雄 |
| 26 | 9月29日       | 新しい森で             | 奥田誠治   | 小川隆雄 |

## スタッフ
- 原作 - アーネスト・T・シートン
- 製作 - 本橋浩一
- 製作管理 - 高桑充
- 企画 - 佐藤昭司、大橋益之助（電通大阪支社）
- 脚本 - 柏倉敏之
- キャラクターデザイン - 森やすじ
- 音楽 - 小森昭宏
- 絵コンテ - 奥田誠治、佐々木勝利、鈴木孝義、桜井美知代、黒田昌郎
- 作画監督 - 小川隆雄、岡田敏靖、羽根章悦、筒井百々子
- レイアウト - 飯村一夫
- 美術監督 - 伊藤主計
- 美術補佐 - 山本二三
- 背景 - アトリエローク、スタジオユニ、小林プロ
- 撮影監督 - 黒木敬七
- 編集 - 瀬山武司、上遠野英俊、割田益男
- 現像 - 東京現像所
- 録音監督 - 斯波重治
- 整音 - 桑原邦男
- 音響効果 - 依田安文
- プロデューサー - 根来昭
- 演出助手 - 鈴木孝義、小園井常久、蔭山康生
- 監督 - 黒田昌郎
- 企画・製作 - 日本アニメーション株式会社
- 制作 - 日本アニメーション、朝日放送

## 主題歌
オープニングテーマ - 「きみはねこじゃない」
作詞 - 香山美子 / 作曲・編曲 - 小森昭宏 / 歌 - 朝倉理恵（レーベル - CBS・ソニー）
エンディングテーマ - 「ヒッコリーのきのみ」
作詞 - 香山美子 / 作曲・編曲 - 小森昭宏 / 歌 - 朝倉理恵（レーベル - CBS・ソニー）
オープニングの歌詞中に繰り返し登場する「○○の月」というフレーズは、原作小説における月の表記に基づく。またエンディングの歌詞は、原作中の灰色リスの生態を描いた章の内容を要約したものであり、オープニング・エンディングともにアニメ本編よりも原作をイメージした歌となっている。

## 放送局
※放送時間は1979年9月終了時点のもの、系列は放送当時のものとする。
| 放送対象地域   | 放送局             | 系列                                         | 放送時間           | 備考                                                                                     |
| -------------- | ------------------ | -------------------------------------------- | ------------------ | ---------------------------------------------------------------------------------------- |
| 近畿広域圏     | 朝日放送           | テレビ朝日系列                               | 土曜 19:00 - 19:30 | 製作局 現：朝日放送テレビ。                                                              |
| 関東広域圏     | テレビ朝日         | テレビ朝日系列                               | 土曜 19:00 - 19:30 |                                                                                          |
| 北海道         | 北海道テレビ       | テレビ朝日系列                               | 土曜 19:00 - 19:30 |                                                                                          |
| 宮城県         | 東日本放送         | テレビ朝日系列                               | 土曜 19:00 - 19:30 |                                                                                          |
| 静岡県         | 静岡けんみんテレビ | テレビ朝日系列                               | 土曜 19:00 - 19:30 | 現・静岡朝日テレビ。 1979年6月までは日本テレビ系列とのクロスネット。 1979年7月から放送。 |
| 中京広域圏     | 名古屋テレビ       | テレビ朝日系列                               | 土曜 19:00 - 19:30 |                                                                                          |
| 岡山県・香川県 | 瀬戸内海放送       | テレビ朝日系列                               | 土曜 19:00 - 19:30 |                                                                                          |
| 広島県         | 広島ホームテレビ   | テレビ朝日系列                               | 土曜 19:00 - 19:30 |                                                                                          |
| 福岡県         | 九州朝日放送       | テレビ朝日系列                               | 土曜 19:00 - 19:30 |                                                                                          |
| 岩手県         | テレビ岩手         | 日本テレビ系列 テレビ朝日系列                | 日曜 7:45 - 8:15   |                                                                                          |
| 山形県         | 山形テレビ         | フジテレビ系列 テレビ朝日系列                | 水曜 16:30 - 17:00 |                                                                                          |
| 福島県         | 福島中央テレビ     | 日本テレビ系列 テレビ朝日系列                | 水曜 17:00 - 17:30 |                                                                                          |
| 山梨県         | テレビ山梨         | TBS系列                                      | 土曜 7:00 - 7:30   | 1979年7月28日より放送開始                                                                |
| 新潟県         | 新潟総合テレビ     | フジテレビ系列 日本テレビ系列 テレビ朝日系列 | 土曜 7:00 - 7:30   | 現・NST新潟総合テレビ。                                                                  |
| 富山県         | 富山テレビ         | フジテレビ系列                               | 火曜 16:50 - 17:20 |                                                                                          |
| 石川県         | 石川テレビ         | フジテレビ系列                               | 水曜 16:00 - 16:30 |                                                                                          |
| 福井県         | 福井テレビ         | フジテレビ系列                               | 水曜 17:25 - 17:55 |                                                                                          |
| 島根県・鳥取県 | 日本海テレビ       | 日本テレビ系列                               | 月曜 19:00 - 19:30 |                                                                                          |
| 愛媛県         | 南海放送           | 日本テレビ系列                               | 金曜 16:55 - 17:25 |                                                                                          |
| 熊本県         | テレビ熊本         | フジテレビ系列 日本テレビ系列 テレビ朝日系列 | 月曜 17:25 - 17:55 |                                                                                          |
| 宮崎県         | テレビ宮崎         | フジテレビ系列 日本テレビ系列 テレビ朝日系列 | 水曜 17:00 - 17:30 |                                                                                          |
| 鹿児島県       | 鹿児島テレビ       | フジテレビ系列 日本テレビ系列 テレビ朝日系列 | 火曜 17:15 - 17:45 |                                                                                          |